# Ludwik Skibiński-Orliński
Ludwik Skibiński-Orliński (ur. 28 sierpnia 1895 we Lwowie, zm. 16 listopada 1973 w Londynie) – major taborów Wojska Polskiego, senator RP IV kadencji w latach 1938–1939.

## Życiorys
Od 1911 roku był członkiem Związku Strzeleckiego. Podczas I wojny światowej służył w Legionach Polskich.
1 października 1925 roku został przeniesiony z 9 Dywizjonu Taborów do 9 Szwadronu Taborów w Brześciu. W lipcu 1926 roku został wyznaczony na stanowisko kwatermistrza 9 Szwadronu Taborów. W kwietniu 1929 roku został wyznaczony na stanowisko pełniącego obowiązki dowódcy 9 Szwadronu Taborów. W styczniu 1931 roku został przeniesiony z 9 Skadrowanego Szwadronu Taborów do Kadry 9 Dywizjonu Taborów w Brześciu na stanowisko komendanta kadry. 12 marca 1933 roku został mianowany majorem ze starszeństwem z 1 stycznia 1933 roku i 2. lokatą w korpusie oficerów taborowych. W listopadzie 1935 roku został przeniesiony do 5 Dywizjonu Taborów w Bochni na stanowisko dowódcy dywizjonu. Członek  Zarządu Okręgu Brześć nad Bugiem Związku Legionistów Polskich w 1936 roku.
W wyborach 1935 roku został wybrany zastępcą senatora IV kadencji (1935–1938) z województwa poleskiego. Po zrzeczeniu się mandatu przez senatora Józefa Taubego złożył 4 lutego 1938 roku ślubowanie i został senatorem.
Podczas kampanii wrześniowej był szefem taborów Grupy Ob.W.21. 17 września1939 roku przekroczył granicę z Rumunią w Kutach. Od września do grudnia 1939 roku internowany w Rumunii. W styczniu 1940 roku zbiegł do Bukaresztu, gdzie otrzymał paszport na nazwisko Orliński. Przez Modenę dotarł do Paryża i podjął służbę w obozie w Coëtquidan. Po upadku Francji ewakuowany do Wielkiej Brytanii. W latach 1940–1942 służył w 3. Brygadzie Kadrowej. W 1942 roku był założycielem i komendantem Chóru Wojska Polskiego (po demobilizacji przemianowanego na Chór im. Fryderyka Chopina), a jego oddziałem macierzystym był I Oficerski Baon Szkolny. W latach 1944–1946 pełnił funkcję kwatermistrza Ośrodka Prac Okupacyjnych Zarządu Wojskowego.
Zmarł 16 listopada 1973 roku w Londynie. Został pochowany na cmentarzu Gunnersbury (kwatera BA, grób 354).

## Ordery i odznaczenia
- Krzyż Niepodległości (6 czerwca 1931)[11]
- Krzyż Kawalerski Orderu Odrodzenia Polski (10 listopada 1938)[12]
- Krzyż Walecznych (czterokrotnie)[13]
- Srebrny Krzyż Zasługi (10 listopada 1928)[14][13]